# 圣加维诺-蒙雷亚莱
圣加维诺-蒙雷亚莱（義大利語：San Gavino Monreale），是意大利撒丁大区南撒丁省的一个市镇。总面积87.54平方公里，人口9019人，人口密度103.0人/平方公里（2009年）。ISTAT代码为106014。